# Valentinovo
 Ovo je glavno značenje pojma Valentinovo. Za naselje u općini Pregrada, Krapinsko-zagorska županija pogledajte Valentinovo (Pregrada).
Valentinovo ili Dan sv. Valentina spomendan je na sv. Valentina koji se obilježava 14. veljače. Taj se dan  obilježava i kao Dan zaljubljenih.

## Porijeklo blagdana
Sv. Valentin bio je prvi biskup grada Terni (u to doba: Interimna) u Umbriji, stotinjak kilometara od Rima; za vrijeme pape Viktora I., za biskupa ga je zaredio drugi znameniti umbrijski biskup i svetac, sv. Felicijan. U doba svog biskupskog ređenja 197. godine, Valentin je imao svega 22 godine. Mučeničku smrt pretrpio je sa 63 godine. Pokopan je na mjestu gdje je u 14. stoljeću podignuta crkva. Početkom 17. stoljeća tu je sagrađena Ternijska katedrala gdje se i danas čuva njegovo tijelo.
Blagdan sv. Valentina od davnina se obilježava 14. veljače, tj. dan prije poganskog rimskog blagdana bogova Pana, Fauna i Luperka (poganskog blagdana plodnosti). Povezanost sv. Valentina uz ljubav potječe iz legende o braku mlade kršćanske s rimskim legionarom, koji se iz ljubavi prema njoj preobratio na kršćanstvo. Tijekom pripreme za brak oboje su na smrt oboljeli, a svetac je njihov brak blagoslovio dok su njih dvoje umirali u samrtnom zagrljaju na bračnoj postelji.
Na engleskom govornom često se prenosi legenda o sv. Valentinu koja ne sadrži spomen da je sv. Valentin bio biskup, niti da je bio iz Ternija: govori se da je bio "rimski biskup" (inače je biskup Rima - papa). Prema toj priči - koja se s engleskog govornog područja širi drugdje po svijetu - sv. Valentin živio je u Rimu u doba kada je car Klaudije Gotski naredio je da se njegovi vojnici ne smiju ženiti ili zaručivati, jer je držao da se vojnici (kao oženjeni ili zaručeni muškarci) neće srčano boriti u njegovim ratovima, već će radije gledati da sačuvaju život kako bi ostali sa svojim obiteljima. Svi svećenici odlučili su poštovati ovu carevu odluku, pa nisu više htjeli vršiti sam obred vjenčanja. Međutim, svećenik po imenu Valentin oglušio se na carevu odluku i počeo je potajno održavati ceremonije vjenčanja svih mladih parova koji su to željeli, sve dok ga vlasti nisu ulovile i bacile u tamnicu. 14. veljače (večer uoči rimskog proljetnog blagdana Luperkalija) svećeniku Valentinu odrubili su glavu. Nedugo nakon smrti narod ga je proglasio svecem, a kada se u Rimu učvrstilo kršćanstvo, svećenstvo je odlučilo spojiti blagdan Luperkalija i smrt Svetog Valentina u jedan. Makar se takva legenda zapisuje već dosta davno, riječ je o životopisima svetaca bez historijske vrijednosti - koja je možda potjecala iz činjenice da je kod Flaminijskih vrata (gdje je u davnini počinjala Via Flaminia, koja je vodila prema Umbriji i Terniju, gdje je sv. Valentin bio biskup) postojala drevna crkvica posvećena sv. Valentinu.
U Hrvatskoj se obilježavanje Valentinova kao dana zaljubljenih uglavnom veže uz utjecaje iz američke popularne kulture, ali je u Međimurju i ranije postojao narodni običaj da se za djecu dan sv. Valentina ostavlja djeci peciva u obliku ptica u dvorištu, uz objašnjenje da je to dan kada ptice imaju svadbu, da se "ftičeki ženiju".
Valentinovo ne slave neke muslimanske zemlje. Uzbekistan, Turkmenistan, Malezija, Indonezija, Iran, Saudijska Arabija i Pakistan su zemlje koje ne slave Valentinovo.

## Čestitka za Valentinovo
Najstariju čestitku za Valentinovo napisao je francuski vojvoda Karlo Orleanski. Namijenio ju je svojoj supruzi dok je bio u zatočeništvu u Engleskoj. Simbol je Valentinova i Kupid, starorimski bog ljubavi. Često se prikazuje kako drži luk i strijelu jer se vjeruje da se onaj koga on pogodi svojom čarobnom strelicom odmah zaljubi. Svake se godine za Valentinovo pošalje oko milijardu čestitaka, a nešto više pošalje se jedino za Božić. Valentinovo je, uz Majčin dan, dan i kada se kupuje najviše cvijeća. Svake godine djevojke i žene širom svijeta na Valentinovo zajedno dobiju oko 50 milijuna ruža. U Veronu, rodni grad Romea i Julije, svake godine pristigne oko tisuću ljubavnih pisama za Juliju. U Americi, zanimljivo, čak 15 posto čestitaka za Valentinovo djevojke pošalju same sebi.

## Zanimljivosti
- Kod Biograda na moru održava se jedriličarska regata krstaša pod nazivom Regata Sv. Valentina poznata i kao "Regata Kanalom ljubavi" jer se održava u kanalu koji objedinjuje ("sve što ljubav sačinjava") "otok Ljubavi/otok Sastajanja - Sv. Katarina, otok Suza - Planac, otok Srce - Galešnjak, otok Vrtiguza - Čavatul"[5]

- Na Dan zaljubljenih, medalje za Hrvatsku na Zimskim olimpijskim igrama osvajali su: Janica i Ivica Kostelić te Jakov Fak. Janica je osvojila zlato u Salt Lake Cityju 2002., Ivica srebra u Torinu 2006. i Sočiju 2014., a Jakov Fak broncu u biatlonu u Vancouveru 2010.[6]